# Jane B
Pistes de Jane Birkin - Serge Gainsbourg
69 Année érotique Élisa
Jane B (prononcer à l'anglaise) est une chanson de Jane Birkin parue dans l'album Jane Birkin - Serge Gainsbourg en 1969.

## Historique
Jane Birkin vient de rencontrer Serge Gainsbourg en 1968. Dès le début de leur histoire d'amour, il souhaite écrire des chansons pour elle. En marge de la reprise de Je t'aime… moi non plus, il écrit un texte dont le titre renvoie à la jeune actrice, par son prénom et l'initiale de son nom.
Les paroles s'inspirent du poème final du roman Lolita de Vladimir Nabokov, dont il reprend la structure du signalement policier.
Pour la musique, il reprend un des Préludes de Chopin : le quatrième de l'opus 28, en mi mineur. La musique est arrangée par Arthur Greenslade.
Comme pour Je t'aime… moi non plus, Jane Birkin chante dans les aigus : « il a tenu à ce que je la prenne une octave au-dessus. On en revient toujours à la même chose : pour rendre la chanson plus troublante encore que l’original, il voulait que ma voix rappelle celle d’un enfant de chœur. Il était très ému par ces timbres purs et haut perchés, par les chorales d’enfants ».

« Jane B est à Jane Birkin ce que La Javanaise est à Juliette Gréco : une empreinte musicale indélébile. »

L'abréviation Jane B s'imposera pour désigner la chanteuse, par exemple dans le film Jane B. par Agnès V. d'Agnès Varda (1988), dans le titre d'une compilation de Jane Birkin, ou d'émissions radiophoniques.
Les paroles de cette chanson furent lues, avec beaucoup d'émotion, par sa fille Charlotte le 24 juillet, lors de la cérémonie d'enterrement de Jane Birkin en l'église Saint-Roch à Paris. 

## Thématique
Jane B met en scène le signalement d'une jeune fille "portée disparue", mêlant la poésie au fait-divers sanglant.

## Reprises
- Sabine Paturel, album Merci Gainsbourg (1997)
- Triste Sire, 2010
- Sandie Trash, album Outrageous Brune (2010)
- La musique de la chanson a aussi été utilisée pour "Melody" par la chanteuse Sharleen Spiteri (album Melody, 2008)